# Осин, Евгений Викторович
Евге́ний Ви́кторович О́син (4 октября 1964, Москва, СССР — 17 ноября 2018, Москва, Россия) — советский и российский певец, автор-исполнитель, музыкант, композитор, поэт-песенник, шоумен и автор песен.
Известен оригинальным жанром исполнения, совмещающим так называемую дворовую романтическую музыку с эстрадными ритмами и рок-н-роллом. Один из бывших солистов группы «Браво». Наиболее известные песни в исполнении Евгения Осина: «Добрый вечер, Москва!», «Плачет девушка в автомате», «Студентка-практикантка», «Восьмое марта», «Таня + Володя», «Качка», «Портрет работы Пабло Пикассо», «Попутчица», «Мальчишка», «Не верю», «Ялта» и другие.

## Биография

### Семья
Родился 4 октября 1964 года в Москве. Когда Евгению было 9 лет, а его сестре Альбине — 4 года, их родители развелись. Отец — Виктор Григорьевич Осин (1939—2004), сначала работал водителем троллейбуса, потом начальником автоколонны и возглавлял ячейку адвентистов седьмого дня в городе Череповце, куда переехал после развода, женившись на адвентистке Адель Валентиновне. Мать — Валентина Васильевна (13 апреля 1939 — декабрь 2016), после развода ей дали двухкомнатную квартиру в Текстильщиках.
Среди других родственников Осина — дядя (был барабанщиком в ансамбле Леонида Утёсова), тётя Осина Вера Григорьевна (сестра Виктора Григорьевича), две двоюродные сестры — Любовь и Надежда, племянники Даниил и Павел.

### Ранние годы
Музыкой увлёкся в 14 лет, играл на барабанах в школьном ансамбле; затем он пробует учиться в музыкальной школе, но бросает её, не доучившись.
После незаконченной учёбы на руках у Осина было свидетельство из института повышения квалификации работников культуры, дававшее право работать руководителем самодеятельного ансамбля уровня районного дома культуры.
В 1983 году в 19 лет Осин стал вегетарианцем.
В 1986 году создал собственную группу «Ночной колпак», которая затем переименовывается в «Кекс»; в этой группе он был вокалистом и играл на гитаре. Затем он играл в группах «Николай Коперник» (перкуссия) и «Альянс» (ударные) под эгидой Московской рок-лаборатории (работал там в 1986—1987 годах).
В 1988 году в Центре Стаса Намина Осин руководил группой «Дед Мороз», где был вокалистом и шоуменом.

### «Браво» и «Авалон»
В 1988 году Осин стал вокалистом и гитаристом известной группы «Браво», которую незадолго до того покинула Жанна Агузарова. Он принял участие в гастрольной деятельности «Браво», в том числе в фестивале в датском городе Сканнерборге в августе 1989 года, где участники «Браво» познакомились с группой Duran Duran. В этот период группа сняла два клипа на песни, впервые исполненные Осиным («Мне грустно и легко» и «Добрый вечер, Москва!»). Был также записан альбом «Скажем мы друг другу „Браво“!», который официально вышел лишь после смерти Осина, в 2021 году, но имел хождение в магнитиздате, а много лет спустя попал в Интернет. Несколько песен этого альбома с ведущим вокалом Осина вошли в состав диска «Браво» «Песни разных лет».
Причины ухода Осина из «Браво», как правило, не комментировались. В качестве одной из причин назывался скандал, связанный с тем, что «Браво» не стало выступать на очередном фестивале, проводимом редакцией рубрики «Звуковая дорожка» газеты «Московский комсомолец» из-за того, что на это время уже были запланированы гастроли по Прибалтике. Осин обвинил директора группы Андрея Агапова в погоне за «длинным рублём» и отказался от гонорара за тур, изрезав ножницами свою пачку купюр. После этого он со скандалом покинул коллектив (вместе с ним из состава вышел барабанщик Павел Кузин). В начале 1990 года новой вокалисткой группы стала Ирина Епифанова. Позднее, уже после смерти Осина, Евгений Хавтан рассказал в интервью о том, что группа рассталась с певцом «из-за его проблем» или даже «из-за его проблем с алкоголем».
После ухода из «Браво» Осин создал собственную группу «Авалон», в которой он играл на гитаре и пел и для которой сам сочинял музыку и стихи. В репертуаре группы было много музыки различных направлений – от джазовой до «тяжёлой». Осин записал с «Авалоном» альбом «Светлый путь огня» (издан в 1996 году фирмой «Rec Records»), оставшийся почти незамеченным.

### Сольная карьера
В начале 1990-х годов Осин начал сольную карьеру, обратившись к репертуару и стилю 1970-х годов. В 1992 году он выпустил пластинку «70-я широта». В её состав вошли песни, в которых дворовая романтическая музыка перемешана с эстрадными ритмами и эстетикой рок-н-ролла 1960-х годов. Все инструменты в альбоме были живыми, а большая часть музыкантов были женского пола. Альбом имел большой успех, более половины песен из него стали хитами. Осин рассказывал:

Я пел романтические песни непрофессиональных авторов, которые никто не хотел выпускать. Все мои композиции можно сравнить с домашними песнями под гитару. Эти вещи, которые трогают, потому что написаны от души. Сейчас же очень много продажных авторов, пишущих на заказ. Все их сочинения ни о чём, просто рифмованные фразы. Мои песни, может, и не очень грамотны, но зато они настоящие
— .
Не все песни альбома были написаны непрофессиональными авторами: автором слов песни «Плачет девушка в автомате», ставшей главным хитом альбома, был Андрей Вознесенский, а композитором песни «Портрет работы Пабло Пикассо» — польский пианист и композитор Владислав Шпильман (песня «Tych lat nie odda nikt» («Этих лет никто не вернёт»), написанная на слова поэта Казимежа Винклера, впервые была исполнена польской певицей Ирэной Сантор), а в СССР была перепета ВИА «Весёлые ребята», аранжировку которых Осин взял за основу.
В 1994 году в ГЦКЗ «Россия» прошла запись альбома «Евгений Осин в „России“».
В 1996 году вышел альбом «Работа над ошибками», причём в этом альбоме Осин предстал и в качестве композитора, успешно работающего в традициях музыки 1960-х — 1970-х годов. Главным хитом альбома стала песня «Качка», являющаяся вольной переработкой песни «Моя морячка» из одноименного фильма.
10 июня 1996 года на концерте в Ростове-на-Дону, проходившем в рамках предвыборной кампании, перед выступлением Евгения Осина и его группы на сцену вышел ведущий концерта Леонид Ярмольник вместе с президентом России Борисом Ельциным, который произнёс предвыборную речь, и чуть позже станцевал вместе с танцорами и музыкантами под мелодию песни «Ялта». Фотография с этого события, сделанная фотографом агентства «Ассошиэйтед пресс», получила Пулитцеровскую премию. Автор знаменитого снимка впоследствии рассказал: «мне понравилось, что было какое-то соответствие Бориса Николаевича и двух девушек, которые танцуют на сцене. Слева был ещё Осин, но я решил, что он ни к чему, и отрезал его».
После «Работы над ошибками» Осин начал записывать новый альбом, но процесс создания длился долго (за всё это время вышла только одна песня «Таня плюс Володя» которую написал поэт и композитор Олег Челышев), и новый альбом «Птицы» был выпущен только в 1999 году. В альбоме отводилось мало места прежней дворовой лирике: композиции были более энергичными, даже танцевальными, и в отличие от предыдущих альбомов с живыми инструментами, в записи этого применялись компьютеры.
В 1990-е годы Осин активно гастролировал по России и за её пределами, исполняя песни «вживую» (в составе группы из десяти человек, восемь из которых находились на сцене). Также он снимался в телевизионных передачах, выпустил более десяти видеоклипов.
В конце 1990-х — начале 2000-х годов Осин начал сотрудничать с молодыми исполнителями (в том числе рэпером N’Pans), снялся во многих клипах, участвовал в коллективных сборниках, таких как, например, «Главные песни о старом».
В 2000 году вышел альбом «Золотая коллекция», а на следующий год сразу два альбома — «Бублик и батон» (содержащий детские песни) и «Всё те же девчонки» (большую часть песен которого написал композитор Ильдар Хайруллин из Стерлитамака). Оба альбома почти не имели успеха. Однако, Евгению удалось ярко выступить с песней «Три гитары» (муз. и сл. И. Хайруллин) на «Рождественских вечерах» Аллы Пугачёвой в 2001 году.
В 2003 году вышли два сборника Осина — «Любовное настроение» и «Звёздная серия», — а в 2004 году он принимает участие в юбилейном концерте группы «Браво». В 2005 году Осин озвучил пение Льва Малиновского (актёр Валерий Гаркалин) в фильме «Попса». В 2009 году вышел второй альбом детских песен «Бублик, батон и рогалик». В него вошли также песни в исполнении других артистов, а композицию «Алфавит» исполнила дочь Евгения Агния.
Последним альбомом певца стала «Разлука», вышедший в 2016 году. Как отметил в своей рецензии Алексей Мажаев, «Разлука» «выглядит как альбом, записанный и выпущенный сразу после „70-й широты“ и „Работы над ошибками“ (1996)», но при этом «Евгений сохранил силу и свежесть голоса и некоторую инфантильность интонаций — и исполняет все эти песни ровно так, как они и должны звучать».

### Проблемы со здоровьем и смерть
Страдал алкогольной зависимостью, с которой боролся до последних дней жизни.
В декабре 2015 года Евгений Осин заявил, что скоро умрёт, также стало известно, что у него больная поджелудочная железа, ему было противопоказано жареное, жирное и острое. В августе 2016 года у него обнаружили цирроз печени.
В июле 2017 года Осин сообщил СМИ, что из-за проблем с позвоночником у него отказали ноги и что у него нет денег на лечение. Однако эта информация не подтвердилась. 15 августа 2017 года Евгений Осин ушёл из дома в неизвестном направлении. Три дня спустя сестра певца обратилась в полицию с заявлением о пропаже артиста. 18 августа стало известно, что он находится в центре лечения алкогольной зависимости в Таиланде, куда был помещён по инициативе друзей.
22 мая 2018 года СМИ сообщили о том, что он попал в ДТП. Несколькими днями ранее он ехал в ГИБДД на недавно приобретённом мотоцикле, намереваясь поставить его на учёт. Неподалёку от своего дома он, не справившись с управлением, на повороте упал с мотоцикла, который затем придавил ему ногу. Прибывшие медики оказали первую помощь и диагностировали перелом пальца ноги, но от транспортировки в больницу для наложения и фиксации лонгеты Евгений Осин отказался и уехал на мотоцикле, так как намеревался во что бы то ни стало поставить транспортное средство на учёт в этот день. По свидетельству очевидца, вызвавшего скорую, певец был абсолютно трезв. 27 июля 2018 года СМИ сообщили о том, что он продаёт квартиру.
Осин скончался 17 ноября 2018 года в своей квартире в Москве. По предварительным данным, смерть наступила от остановки сердца. Похоронен 20 ноября на Троекуровском кладбище. По инициативе бывшего продюсера певца Валерия Жарова на похоронах прозвучала песня «Плачет девушка в автомате». Организацию похорон взял на себя продюсер «Ласкового мая» Андрей Разин, который купил участок на кладбище неподалёку от того места, где похоронен его сын. В конце апреля 2019 года на могиле произошло возгорание, по одним данным — по вине посетителей из-за оставленных горящих свечек, по другим — вследствие вандализма. Могила была почти сразу приведена в порядок.
В 2021 году на могиле был поставлен памятник.

## Личная жизнь
Евгений Осин был дважды женат. Первой женой была бэк-вокалистка его группы Елена Куштанина. Поженились в 1995 году. Брак продлился несколько месяцев . Вторая жена — Наталья Черемисина, работница банка. Ушла к Осину от первого мужа — преподавателя испанского языка. Поженились в 2000 году. 31 января 2002 года у пары родилась дочь Агния. Через несколько лет супруги расстались. В 2010 году, чтобы видеться с дочерью, Осин устроился работать преподавателем музыки (педагогом дополнительного образования) в школу № 1287, где под его руководством была создана группа «Фишки», в которой солисткой была Агния, но Наталья, желая оградить дочь от пьющего отца, перевела её в другую школу.
В начале 2018 года стало известно, что внебрачной младшей дочерью Осина является Анастасия Годунова, которая родилась в 2006 году. Впрочем, это оказалось неправдой, что подтверждала и сама мать девочки. После смерти Осина Андрей Разин утверждал в интервью, основываясь в том числе на последнем звонке Осина дочери Агнии, что она была единственной дочерью певца, а все остальные являются самозванками. Также Разин сообщил, что он займётся продюсированием Агнии как певицы, она станет участницей тура «30 лет вместе» с Наталией Гулькиной, группами «Фристайл», «Мечтать» и «Ласковый май», а также снимется в художественном фильме «Ласковый май» в роли певицы Натальи Грозовской.

## Дискография
Студийные альбомы
1. 1988 — Человек со звезды (с группой «Дед Мороз»)
2. 1989 — Скажем мы друг другу «Браво!» (с группой «Браво»)
3. 1990 — Светлый путь огня (с группой «Авалон»)
4. 1992 — 70-я широта
5. 1994 — В «России»
6. 1996 — Работа над ошибками
7. 1999 — Птицы
8. 2001 — Бублик и батон
9. 2001 — Всё те же девчонки
10. 2009 — Бублик, батон и рогалик
11. 2016 — Разлука[42]
12. 2023 — Школьный альбом[43]

Сборники
1. 2000 — Золотая коллекция
2. 2003 — Любовное настроение
3. 2003 — Звёздная серия
4. 2010 — Новое и лучшее
5. 2025 — До свиданья, лето...

## Видеоклипы
1. 1989 — Добрый вечер, Москва Архивная копия от 5 января 2019 на Wayback Machine (с группой «Браво»)
2. 1989 — Мне грустно и легко Архивная копия от 17 октября 2021 на Wayback Machine (с группой «Браво»)
3. 1993 — Мальчишка Архивная копия от 29 июня 2019 на Wayback Machine
4. 1993 — Плачет девушка в автомате Архивная копия от 20 ноября 2018 на Wayback Machine
5. 1995 — Не верю Архивная копия от 14 февраля 2019 на Wayback Machine
6. 1996 — Студентка-практикантка Архивная копия от 1 сентября 2019 на Wayback Machine
7. 1996 — Попутчица Архивная копия от 27 декабря 2021 на Wayback Machine
8. 1996 — Качка Архивная копия от 17 ноября 2018 на Wayback Machine
9. 1997 — Не надо, не плачь Архивная копия от 14 февраля 2019 на Wayback Machine
10. 1999 — Мечта Архивная копия от 10 декабря 2019 на Wayback Machine
11. 1999 — Голубые платья
12. 1999 — Простите Архивная копия от 27 декабря 2021 на Wayback Machine
13. 2001 — Три гитары Архивная копия от 27 декабря 2021 на Wayback Machine
14. 2012 — Парус мечты Архивная копия от 2 июля 2021 на Wayback Machine
15. 2013 — Настя Архивная копия от 6 февраля 2020 на Wayback Machine
16. 2014 — Не надо слов Архивная копия от 5 июля 2020 на Wayback Machine
17. 2014 — ВелоМото Архивная копия от 27 декабря 2021 на Wayback Machine
18. 2018 — Любимая Архивная копия от 27 декабря 2021 на Wayback Machine

## Память
17 ноября 2018 года памяти Осина был посвящён второй юбилейный концерт к 35-летию группы «Браво»; музыканты узнали о смерти бывшего вокалиста группы за два часа до концерта. Лидер группы Евгений Хавтан во время концерта сказал об Осине так: «Он был забойным, рок-н-ролльным и вел такую же жизнь. Мы могли бы переформатировать концерт, у нас хватило бы песен и баллад для того, чтобы почтить его память. Но мне кажется, это было бы не очень уместным. Правильнее отыграть рок-н-ролльный концерт в честь Жени Осина».
18 ноября 2018 года Сергей Шнуров опубликовал в своём Инстаграме стихотворение на смерть Евгения Осина, которое сопроводил изображением плачущей в телефонном автомате девушки.
Ему была посвящена телепередача «Прямой эфир» с Андреем Малаховым от 19 ноября 2018 года («Евгений Осин: уход из жизни в полном одиночестве»). В тот же день вышла программа «Пусть говорят», в которой приняли участие бывшая жена и дочь Осина. 26 ноября на телеканале «Спас» прошла передача в память о певце «До самой сути: Церковь. Алкоголь. Война».
12 декабря группа «Любэ» выпустила новую песню «Гололёд» с подзаголовком «памяти Евгения Осина».